# True와 false
유닉스 계열 운영 체제에서 true와 false는 미리 정의된 종료 상태로 반환하는 기능만 하는 명령어이다. 프로그래머와 스크립트들은 종종 명령의 종료 상태를 사용하여 명령의 성공(종료 상태 0)이나 실패(0이 아님)를 평가한다. true와 false 명령어들이 명령 성공의 논리값을 대표하는데, 그 이유는 true는 0을 반환하고 false는 1을 반환하기 때문이다.

## 사용법
명령들은 일반적으로 셸 스크립트의 조건문과 루프에 사용된다. 이를테면, 다음의 셸 스크립트는 중단시킬 때까지 echo hello 루프를 반복한다:
```
while
 
true

do

  
echo
 
hello

done

```

이 명령들은 예시에서처럼 다른 일련의 명령들의 성공 또는 실패를 무시하는데 사용할 수 있다:
```
make
 
…
 
&&
 
false

```

/etc/passwd에서 사용자의 로그인 셸을 false로 설정하면 상호작용 셸로의 접근을 효율적으로 거부할 수 있지만 FTP 등의 다른 서비스들에 대해서는 계정이 여전히 유효하다.
(사용 가능한 경우 /sbin/nologin가 이 목적에 더 부합할 수 있지만, 세션을 끝내기 전에 알림을 출력한다.)
이 프로그램들은 실제 매개변수를 취하지 않는다. 대부분의 리눅스 버전에서 표준 매개변수 --help는 사용법 요약을 보여주며 --version은 프로그램 버전을 보여준다.

## 같이 보기
- IEFBR14

### 매뉴얼 페이지
- true(1): Do nothing, successfully – GNU Coreutils reference
- false(1): Do nothing, unsuccessfully – GNU Coreutils reference
- true(1): Return true value – FreeBSD manual page
- false(1): Return false value – FreeBSD manual page